# Coppa del Portogallo 1988-1989 (hockey su pista)
La Coppa del Portogallo 1988-1989 è stata la 16ª edizione della principale coppa nazionale portoghese di hockey su pista. La competizione ha avuto luogo dal 21 gennaio al 15 luglio 1989. Il trofeo è stato conquistato dal Porto per la sesta volta nella sua storia superando in finale lo Paço de Arcos.

## Risultati

### Ottavi di finale
| Squadra 1       | Risultato | Squadra 2             |
| --------------- | --------- | --------------------- |
| Valongo         | 7 - 3     | Fanzeres              |
| Uniao Grundig   | 8 - 2     | Juventude Azeitonense |
| Minas           | 5 - 11    | Parede                |
| Juventude Viana | 5 - 7     | Cucujaes              |
| Sporting Tomar  | 3 - 4     | Porto                 |
| Benfica         | 3 - 2     | Turquel               |
| Académica       | 5 - 8     | Sporting CP           |
| Paço de Arcos   | 5 - 2     | Santa Cita            |

### Quarti di finale
| Squadra 1   | Risultato | Squadra 2     |
| ----------- | --------- | ------------- |
| Sporting CP | 7 - 6     | Parede        |
| Valongo     | 3 - 5     | Paço de Arcos |
| Cucujaes    | 7 - 6     | Uniao Grundig |
| Benfica     | 4 - 7     | Porto         |

### Semifinali
| Squadra 1   | Risultato | Squadra 2     |
| ----------- | --------- | ------------- |
| Porto       | 17 - 5    | Cucujaes      |
| Sporting CP | 4 - 7     | Paço de Arcos |

### Finale
| Oliveira do Hospital 15 luglio 1989 | Paço de Arcos | 2 – 6 | Porto | Pavilhão Municipal |